# Britisch-Türkischer Krieg (1807)
Der Britisch-Osmanische Krieg im Jahr 1807 war ein nicht erklärter militärischer Konflikt zwischen Großbritannien und dem Osmanischen Reich und stellt einen Nebenkriegsschauplatz der Napoleonischen Kriege dar. Er umfasste eine britische Marineoperation gegen Konstantinopel zur Unterstützung des Russischen Reiches im Russisch-Türkischen Krieg sowie eine Landung in Ägypten, bei der Alexandria besetzt und als Operations- und Nachschubbasis genutzt werden sollte. Beide Operationen endeten erfolglos; der Konflikt gilt aus britischer Sicht als völliger Fehlschlag. 

## Hintergrund
Traditionell bestanden – in erster Linie aufgrund der alten gemeinsamen Feindschaft gegenüber Spanien und Frankreich – freundschaftliche Beziehungen zwischen Großbritannien und dem Osmanischen Reich. Ende des 18. Jahrhunderts verlief die Expressroute nach Britisch-Indien über die osmanische Provinz Ägypten, weshalb die Briten hier zunehmend Einfluss erlangten. Napoleon versuchte unter anderem aus diesem Grund 1798 bis 1801 im Rahmen seines Ägyptenfeldzugs vergeblich, Ägypten für Frankreich zu erobern. Als Folge der Kampfhandlungen brach aber die osmanische Herrschaft in Ägypten größtenteils zusammen und es kam zu einem Machtkampf zwischen Muhammad Ali Pascha und verschiedenen Mameluken-Führern.

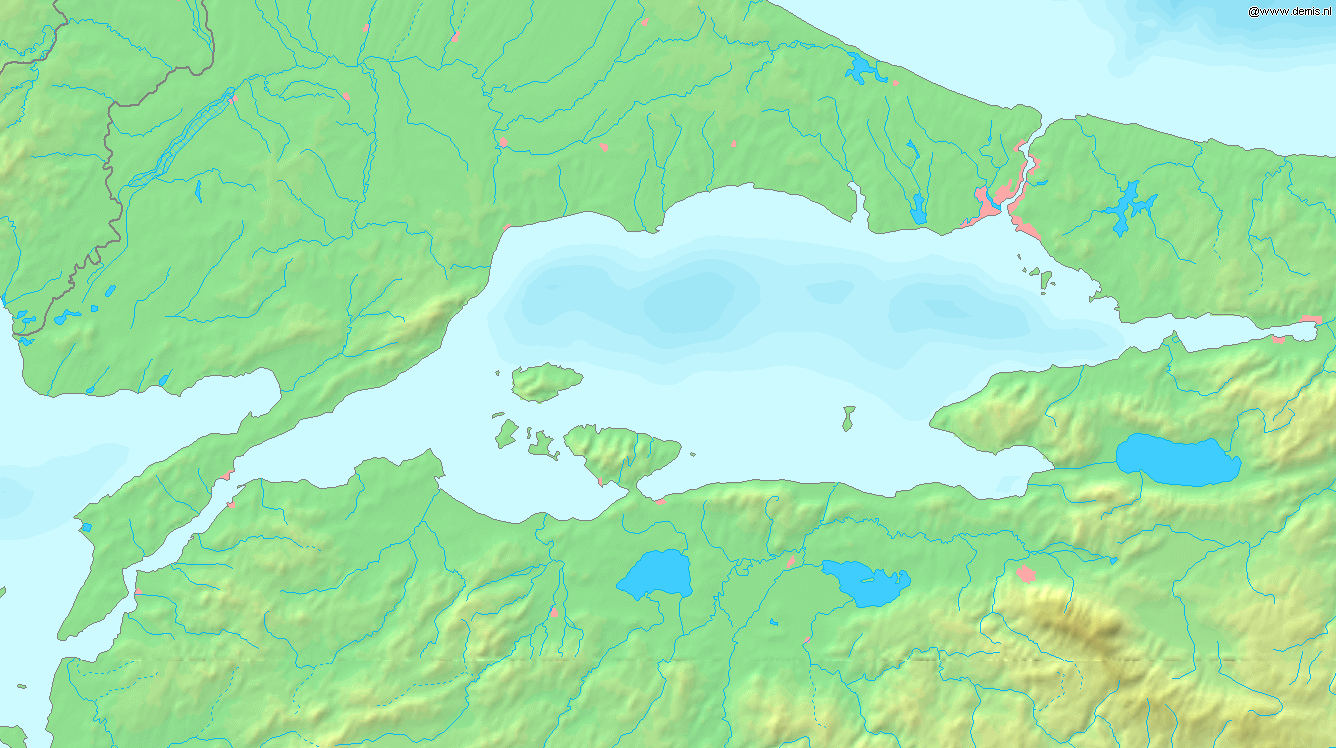
Moderne Karte des Marmarameers. Am westlichen Ende die Dardanellen, am nordöstlichen Ende Konstantinopel an der Einfahrt in den Bosporus. Die Insel Ténedos liegt genau im linken unteren Eck der Karte.

Für das Osmanische Reich stellte das immer weiter nach Süden expandierende Russische Reich die größte Bedrohung dar. Nach der russischen Niederlage bei Austerlitz konnte der französische Botschafter und General Graf Sébastiani daher im Sommer 1806 die Hohe Pforte (die osmanische Regierung) von einem Bündnis überzeugen. Die Hohe Pforte setzte nun die russlandfreundlichen Fürsten in den Donau-Vasallenstaaten Moldau und Walachei ab, während französische Truppen Dalmatien besetzten. Die russische Armee rückte daraufhin in Moldawien und der Walachei ein, worauf die Hohe Pforte wiederum Ende des Jahres die Meerengen Bosporus und Dardanellen für russische Schiffe sperrte und den Krieg erklärte (Russisch-Türkischer Krieg von 1806 bis 1812). 
Die britische Regierung entsandte daraufhin eine Flotte unter Vizeadmiral Sir John Duckworth ins östliche Mittelmeer und zog ihre Bürger (einschließlich des Botschafters Charles Arbuthnot) aus Konstantinopel ab. Die Türken sollten gezwungen werden, die Zusammenarbeit mit Frankreich zu beenden und den französischen Botschafter auszuweisen sowie den Krieg mit den Russen zugunsten letzterer zu beenden. Es wurde gedroht, bei Weigerung Konstantinopel zu bombardieren und die osmanische Flotte zu vernichten.

## Dardanellen-Operation

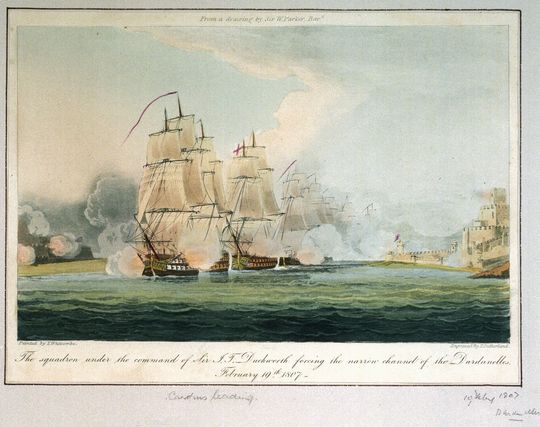
Thomas Whitcombe: Das Geschwader unter dem Befehl von Sir J. T. Duckworth erzwingt die Durchfahrt durch die Meerenge der Dardanellen, 19. Februar 1807

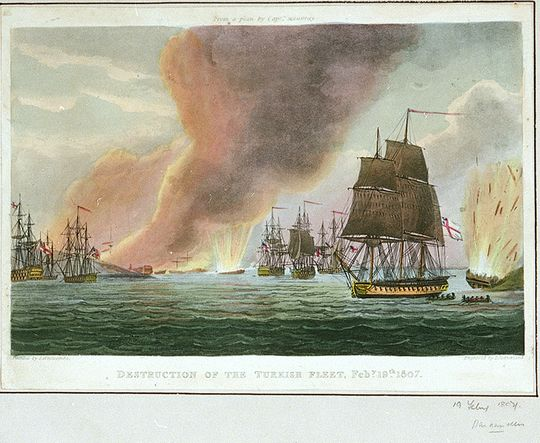
Thomas Whitcombe: Zerstörung der türkischen Flotte, 19. Februar 1807

Admiral Duckworth vereinigte seine Flotte mit der Vorhuts-Flottille unter Rear-Admiral Sir Thomas Louis bei der Insel Ténedos am Eingang der Dardanellen. Die Flotte umfasste nun acht Linienschiffe (Flaggschiff Royal George, Windsor Castle, Canopus, Ajax, Pompee, Repulse, Thunderer, Standard), zwei Fregatten (Endymion und Active), zwei Bombarden (Lucifer und Meteor) und einige kleine Begleitboote. Louis auf der Canopus (80 Kanonen) kommandierte die Vorhut; Duckworth befehligte von der Royal George (100 Kanonen) aus die Hauptflotte; Rear-Admiral Sir W. Sidney Smith auf der Pompee (74 Kanonen) kommandierte die Nachhut.
Nachdem der osmanische Sultan ein (faktisch unannehmbares) britisches Ultimatum, das die Abtretung der Donaufürstentümer an Russland und die Übergabe der Flotte und Dardanellenfestungen an Großbritannien vorsah, abgelehnt hatte, begann Duckworth militärisch gegen die Osmanen vorzugehen. Es wurde jedoch nicht offiziell der Krieg erklärt, und Duckworth hatte die Vorgabe, keinen großflächigen Krieg vom Zaun zu brechen. Es war vorgesehen, dass die britischen Schiffe mit einer russischen Flotte unter Admiral Senjawin kooperieren sollten, dazu kam es aber nicht, da die russischen Schiffe erst später eintrafen. 
Am 14./15. Februar ging Ajax durch einen Brand verloren; 250 Mann verloren ihr Leben. Am 19. Februar segelte die britische Flotte durch die Dardanellen und war dabei nur relativ geringem Beschuss ausgesetzt, da die Türken einen Angriff nicht erwartet hatten und die Befestigungen aufgrund des Ende des Ramadans nur schwach besetzt waren. Nachdem die britischen Schiffe das Marmarameer verlustfrei erreicht hatten, versenkten sie die hier vor Anker liegenden türkischen Schiffe (darunter ein 64-Kanonen-Linienschiff) und beschossen eine Befestigungsanlage. Anschließend segelte die Flotte durch das Marmarameer weiter nach Konstantinopel, wo aber unter der Leitung von Graf Sébastiani die Geschützstellungen deutlich verstärkt worden waren, so dass die Briten, die außerdem unter ungünstigen Windverhältnissen litten, gegen die im Hafen liegende Flotte nichts ausrichten konnten. Die Schiffe ankerten nun nahe der Insel Prota und verblieben eine Woche im Marmarameer in der Hoffnung, dass sich die osmanische Flotte aus dem Hafen wagen würde, was aber nicht erfolgte. 
Als türkische Soldaten am 27. Februar die Insel Prota besetzten und begannen, Geschütze aufzubauen, ordnete Duckworth die Bombardierung der Insel an. Anschließend besetzten die wenigen Marineinfanteristen unter Edward Nicolls die Insel; zogen sich nach Gegenwehr aber wieder auf die Schiffe zurück. 
Am 3. März segelten die Briten zurück durch die Dardanellen und erlitten nun, da die Geschützmannschaften vorbereitet waren, höhere Verluste. Selbst das jahrhundertealte Dardanellen-Riesengeschütz wurde abgefeuert. Insgesamt verloren die Briten durch Feindeinwirkung 42 Mann, 235 wurden verwundet, 4 vermisst.
Zurück auf Ténedos traf Duckworth die inzwischen eingetroffenen Russen. Er wagte jedoch, selbst mit russischer Unterstützung, keinen zweiten Vorstoß durch die Dardanellen, möglicherweise hielt er das osmanische Reich auch für bereits genug geschwächt. Die britische Flotte segelte nun nach Ägypten weiter. Senjawin blieb vor Ort und konnte im Mai und Ende Juni zwei bedeutende Seesiege gegen die Osmanen erringen.

## Alexandria-Expedition

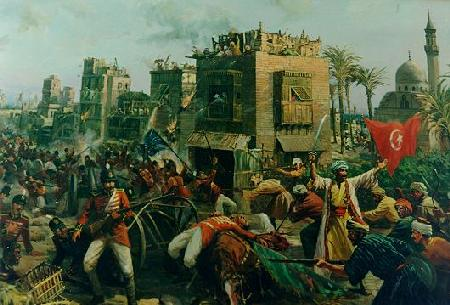
Fraser in Rosetta

Das britische Hauptziel des Krieges waren allerdings nicht die Dardanellen, sondern Ägypten. Man erhoffte sich dadurch einen bedeutenden Stützpunkt im östlichen Mittelmeer sichern zu können, der zudem noch an der strategischen Route nach Indien lag. Auch bot es sich an, die britischen Truppen in Sizilien mit ägyptischem Getreide zu versorgen. Da in Ägypten bürgerkriegsähnliche Zustände herrschten, rechnete die britische Führung damit, das Land ohne größere Gegenwehr besetzen zu können. Der Mittelmeer-Befehlshaber General Fox entsandte Mitte Februar von Sizilien aus die Expeditionsarmee, zur Tarnung wurde Konstantinopel als Ziel genannt. 
Am 17. März landeten, für die Osmanen völlig unerwartet, etwa 6000 Soldaten der britischen Armee unter General Mackenzie-Fraser vor Alexandria. Die Stadt, gegenüber Muhammad Ali Pascha feindselig eingestellt, öffnete am 20. März den Briten die Tore. 
Muhammad Ali gelang es währenddessen angesichts der Bedrohung, die meisten ägyptischen Führer auf seine Seite zu ziehen, so dass geordnete Gegenwehr organisiert werden konnte.
Um die dauerhafte Versorgung Alexandrias sicherzustellen, planten die Briten als Nächstes, das an einem Nil-Mündungsarm liegende Rosetta zu besetzen. Ein erster unvorsichtiger Vorstoß mit 1500 Mann geriet in den engen Gassen der Stadt in einen Hinterhalt, es gab hunderte Verluste, unter den Toten war auch General Wauchope. Die abgeschlagenen Köpfe der Toten wurden auf Spießen in Kairo zur Schau gestellt. 
Ein zweiter Vorstoß im April, diesmal 2500 Mann unter Colonel Hon. William Stewart, führte zu einem fünfzehntägigen Gefecht gegen die Truppen Umar Makrams, die die Stadt erbittert verteidigten. Nachdem über den Nil weitere ägyptische Truppen ankamen, musste sich Stewart zurückziehen, ein Teil seiner Truppen erhielt den Befehl allerdings nicht, wurde umzingelt und geriet in Kriegsgefangenschaft. 
Die Briten wurden durch diese Niederlage, bei der sie über 900 Mann verloren, so geschwächt, dass sie nun selbst in Alexandria belagert zu werden drohten. Muhammad Ali intrigierte nun allerdings gegen die osmanische Oberherrschaft und begann, aus einer Position der Stärke heraus, mit den Briten Verhandlungen über die Unabhängigkeit Ägyptens (genauer gesagt um die diplomatische Anerkennung, falls er die Unabhängigkeit erklären würde). Als Zeichen seines guten Willens ließ er die Versorgung Alexandrias zu und ließ die Kriegsgefangenen frei.

## Kriegsende und Folgen
Ende Mai wurde Sultan Selim III. durch die Janitscharen gestürzt, eine Rebellion der Selim-treuen Provinzen war die Folge. 
Am 7. Juli schlossen Russland und Frankreich den Tilsiter Frieden, womit Frankreich das Osmanische Reich hinterging. Großbritannien war nun im Krieg gegen Frankreich auf sich alleine gestellt. Die durch die internen Machtkämpfe handlungsunfähigen Osmanen hatten ohne Verbündete keine Chance gegen die russische Offensive und mussten 1812 schließlich Bessarabien abtreten.
In Ägypten gab General Mackenzie-Fraser am 25. September 1807 Alexandria auf; die Truppen zogen sich nach Sizilien zurück. Die gesamte Operation war ein katastrophaler Fehlschlag gewesen.
Um das Osmanische Reich, das nun wieder indirekt ein Verbündeter war, nicht weiter zerfallen zu lassen, ging man auf Muhammad Alis Unabhängigkeitsforderung nicht ein. Muhammad Ali wurde dennoch zum einzigen Gewinner des Krieges, da er seine gestärkte Position nutzte, um die Mameluken zu massakrieren und bis 1812 zum unumstrittenen Herrscher Ägyptens wurde. 
Formal blieb der (nie erklärte) Kriegszustand zwischen Großbritannien und dem Osmanischen Reich bis 1809 bestehen. Am 15. Januar 1809 unterzeichneten die beiden Mächte den von Robert Adair ausgehandelten Dardanellen-Vertrag. In diesem Vertrag sicherten die Osmanen den Briten wirtschaftliche und diplomatische Privilegien zu, im Gegenzug garantierten die Briten Unterstützung gegen französische Annexionsversuche osmanischer Gebiete. Außerdem wurde anerkannt, dass keine fremden Kriegsschiffe ohne osmanische Erlaubnis die Dardanellen befahren durften. Letzterer Vertragspunkt wurde 1841 durch den Meerengenvertrag genauer geregelt. 